# Demokratska stranka (Jugoslavija)
Demokratska stranka je nastala s postopnim združevanjem več političnih strank in skupin tekom leta 1919. Vse od ustanovitve naprej je bila bolj podobna koaliciji različnih skupin kot pa enotni stranki; tako heterogena stranka se je nato v svojem nadaljnjem razvoju neprestano cepila in osipavala. V svoji programski orientaciji je izhajala iz integralnega jugoslovanstva in centralistične državne organizacije, od leta 1925 pa se je zavzemala tudi za širše lokalne samouprave. Konflikt, ki je leta 1922 nastopil med Davidovićevo in Pribićevićevo skupino, se je končal s formalno ločitvijo Pribićevićeve skupine od stranke. Ogrodje Pribićevićeve novoustanovljene Samostojne demokratske stranke je tvorila nekdanja Hrvaško-srbska koalicija, Slovenci se so pridružili Samostojni demokratski stranki.
Davidovićeve Demokratske stranke pa nekdanja Samostojna radikalna stranka. Po tej ločitvi je Demokratska stranka izgubila občejugoslovansko obeležje in njen vpliv se je skrčil v glavnem na Srbijo, čeprav je svoje organizacije imela tudi drugod. Kmalu nato je nastopil konflikt med Davidovićem in Vojislavom Marinkovićem; ko se je Marinkovićeva skupina pridružila absolutističnemu režimu, je prišlo tudi formalno do ločitve. 
Davidovićeva Demokratska stranka je postopoma sprejemala federalistično koncepcijo. V drugi polovici tridesetih let je delovala v okviru Združene opozicije. Izjasnila se je proti sporazumu Cvetković-Maček. Od srede tridesetih let je v stranki prišlo do novih delitev in 1940 se je njena levica (Ivan Ribar, dr. Dragoslav Smiljanić, Čeda Plećević) tudi formalno ločila od stranke. Po Davidovićevi smrti 1940 je na čelo stranke stopil Milan Grol. Predstavniki stranke so sodelovali v Simovićevi vladi in v emigrantskih vladah.